# Îlet Baude
Îlet Baude är en obebodd ö i Martinique. Den ligger i den sydöstra delen av Martinique, 28 km sydost om huvudstaden Fort-de-France.